# مصينعة (إب)
مصينعه هي إحدى قرى الجمهورية اليمنية. تتبع جغرافيا لمحافظة إب وإداريًا لمديرية فرع العدين. يبلغ تعداد سكانها 2382 نسمة حسب الإحصاء الذي أجري عام 2004.